# Cho Beom-seok
Đây là một tên người Triều Tiên, họ là Cho.
Cho Beom-seok (tiếng Hàn: 조범석; sinh ngày 9 tháng 1 năm 1990) là một cầu thủ bóng đá Hàn Quốc thi đấu ở vị trí tiền vệ cho Bucheon FC ở K League 2.

## Sự nghiệp
Cho được lựa chọn bởi Jeonnam Dragons ở đợt tuyển quân K League 2008, nhưng không ra mắt cho Jeonnam. Anh chuyển đến FC Seoul sau khi câu lạc bộ giải phóng anh.
Cho Beom-seok có một mùa giải không thành công với Incheon United năm 2011, và gia nhập đội bóng tại Giải Quốc gia Hàn Quốc Mokpo City.